# Saint-Barthélemy-d'Anjou
Saint-Barthélemy-d'Anjou è un comune francese di 9 169 abitanti situato nel dipartimento del Maine e Loira nella regione dei Paesi della Loira.

## Società

### Evoluzione demografica
Abitanti censiti